# Fuerzas de Operaciones Especiales de Ucrania
Las Fuerzas de Operaciones Especiales de Ucrania (en ucraniano: Сили спеціальних операцій Збройних сил України; TR: Syly spetsial´nyj operatsii zbroinyj syl Ukrainy) son una rama elite de las Fuerzas Armadas de Ucrania, especializada en llevar a cabo misiones de alta complejidad, que incluyen operaciones encubiertas, reconocimiento especial, sabotaje, contraterrorismo y guerra no convencional. Establecidas en 2016, las Fuerzas de Operaciones Especiales (FOE) se crearon como parte de un esfuerzo de modernización militar para enfrentar las crecientes amenazas a la seguridad nacional y para alinearse con los estándares operativos de la OTAN.
Compuestas por unidades altamente entrenadas y equipadas, las FOE están diseñadas para operar en todo tipo de entornos, desde zonas urbanas hasta territorios hostiles, tanto dentro como fuera de Ucrania. Su formación es rigurosa y sus miembros son seleccionados a través de un proceso de reclutamiento extremadamente exigente, enfocado en la capacidad física, mental, y la adaptabilidad táctica.
Desde su creación, las FOE han jugado un papel crucial en la defensa de Ucrania, particularmente durante el conflicto en el este del país y la invasión rusa en 2022, realizando operaciones clave detrás de las líneas enemigas y en apoyo de otras unidades militares. Las FOE son vistas como una de las unidades más modernas y eficaces dentro de las Fuerzas Armadas Ucranianas, con una capacidad demostrada para llevar a cabo misiones críticas en situaciones de alta intensidad.

## Historia

### Formación
En 2015, en el contexto de la guerra en el este de Ucrania y el conflicto en Crimea, el gobierno ucraniano decidió establecer formalmente una nueva estructura dedicada a operaciones especiales. El 29 de septiembre de 2015, se creó el Comando de Fuerzas de Operaciones Especiales de Ucrania como parte de un esfuerzo más amplio para modernizar y profesionalizar las capacidades militares del país. Esta nueva estructura estaba destinada a ejecutar misiones que requerían alta precisión y discreción, tales como el reconocimiento avanzado, la lucha contra el terrorismo, el sabotaje y las operaciones encubiertas.

### Guerra del Dombás
Desde su formación, las Fuerzas de Operaciones Especiales han jugado un papel crucial en el conflicto en el Donbás, que comenzó en 2014. Estas unidades han llevado a cabo numerosas operaciones de alto riesgo, incluyendo misiones de inteligencia, operaciones de infiltración y evacuación de personal, así como acciones directas contra las fuerzas separatistas respaldadas por Rusia.

### Modernización
Durante los primeros años de existencia del Comando de Fuerzas de Operaciones Especiales, se realizó un esfuerzo considerable para modernizar y expandir estas unidades. Esto incluyó la mejora en el equipamiento, el aumento de la formación especializada y la adopción de tácticas modernas alineadas con los estándares de la OTAN.
En 2020, se implementaron reformas adicionales para fortalecer las capacidades de las Fuerzas de Operaciones Especiales, con énfasis en la integración de nuevas tecnologías y el fortalecimiento de la interoperabilidad con las fuerzas aliadas. Estas reformas incluyeron la adquisición de equipos avanzados, como vehículos blindados de transporte de personal y sistemas de comunicaciones y navegación de última generación.

### Invasión de Ucrania de 2022

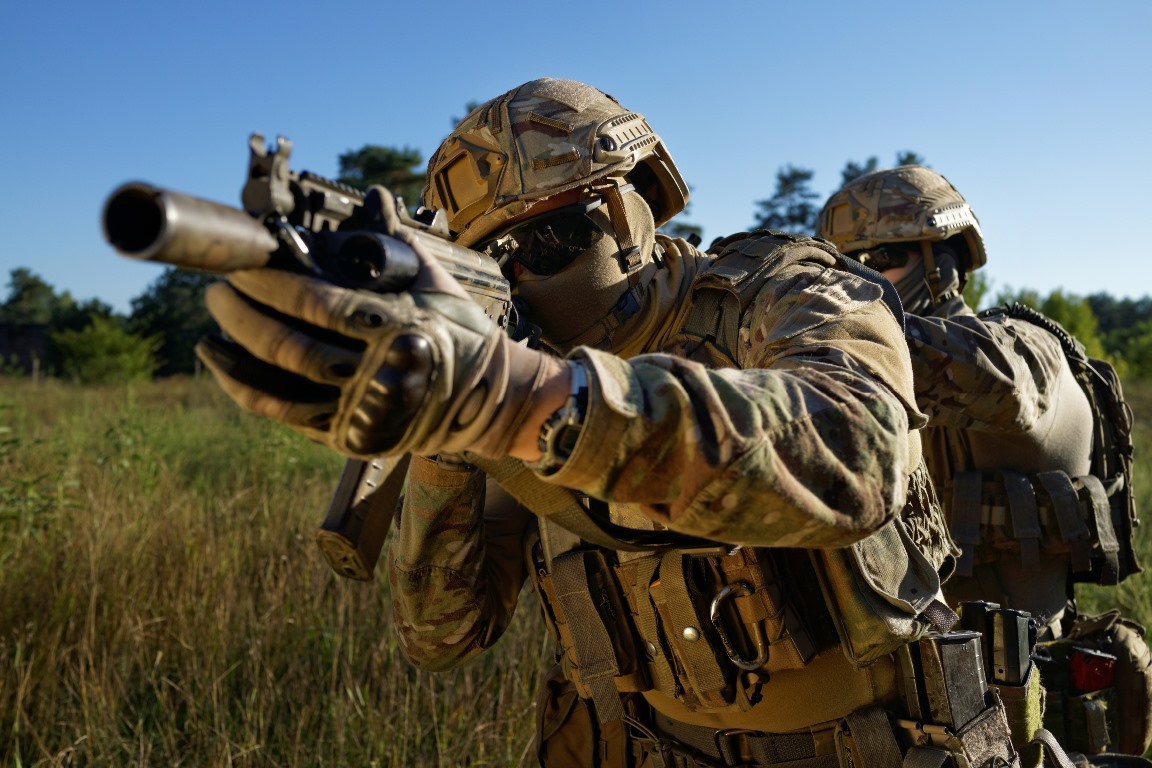
SSO de Ucrania

Durante la invasión a gran escala de Ucrania por parte de Rusia en febrero de 2022, las Fuerzas de Operaciones Especiales desempeñaron un papel clave en la resistencia y defensa del país. Participaron en operaciones críticas para la obtención de inteligencia, la neutralización de amenazas y el apoyo a las unidades regulares del ejército. Su habilidad para llevar a cabo misiones de precisión y realizar operaciones en entornos altamente hostiles se destacó a lo largo del conflicto. A medida que la guerra continúa, las Fuerzas de Operaciones Especiales de Ucrania siguen siendo un componente vital de las capacidades militares del país. Su experiencia en el conflicto y su continuo desarrollo reflejan su importancia en la estrategia de defensa nacional y en la adaptación a las dinámicas cambiantes del conflicto moderno.

## Funciones
- Redadas y hostilidades modernas.
- Operaciones psicológicas.
- Obtener inteligencia a lo largo de la línea del frente.
- Trabajo en la administración civil (participación conjunta con la población).
- Creación de redes de agencias.
- Entrenamiento de ejércitos extranjeros, policías y fuerzas de seguridad.
- Búsqueda, evacuación y entrega de prisioneros, rehenes.
- Asistencia médica.
- Introducción en la estructura de servicios especiales y organizaciones militares con el propósito de espionaje o destrucción de personas que representan una amenaza para el estado (incluso en el territorio de otros estados).
- Preparación para golpes de estado, derrocamiento de regímenes.
- Identificación, identificación y determinación de objetivos para medios de destrucción propios.
- Operaciones antiterroristas.

## Estructura

### Mando
| Emblema | Nombre                                                   | Sección | Base      |
| ------- | -------------------------------------------------------- | ------- | --------- |
|         | Comando General de las Fuerzas de Operaciones Especiales | А0987   | Kiev      |
|         | Centro de Reclutamiento                                  | А2772   | Berdichev |
|         | 99° Batallón independiente de Gestión y Seguridad        | А3628   |           |
|         | Centro de Protección de Secretos de Estado               | A4327   |           |
|         | Nodo de Información y Telecomunicaciones                 | A4423   |           |

### Guerra informativa y psicológica
| Emblema | Nombre                                          | Sección | Base     |
| ------- | ----------------------------------------------- | ------- | -------- |
|         | 16° Centro de Información y Guerra Psicológica  | A1182   | Guyva    |
|         | 72.º Centro de Información y Guerra Psicológica | А4398   | Brovarí  |
|         | 74.º Centro de Información y Guerra Psicológica | A1277   | Leópolis |
|         | 83.º Centro de Información y Guerra Psicológica | A2455   | Odesa    |

### Unidades operacionales del FOE
- 3.er regimiento independiente de Fuerzas Especiales Príncipe Svyatoslav el Valiente
- 8.º Regimiento de Fuerzas Especiales
- 73.º Centro de Operaciones Especiales de la Armada
- 140° centro de propósito especial
- Regimiento de Cazadores

### Aviación
- 35° Escuadrón de Aviación Mixta